# هاشم نیازی
هاشم نیازی (زاده ۱۳۲۵ در خرم‌آباد) ساکن قم، نماینده کنونی مجلس خبرگان رهبری در دوره ششم از استان لرستان است.
هاشم نیازی در نتایج انتخابات مجلس خبرگان رهبری (۱۳۹۴)، با مشی اصولگرایی در فهرست جامعتین، در حوزه استان لرستان با کسب ۳۸۲٬۵۲۳ رای از مجموع ۸۸۴٬۱۴۴ رای برابر با ۴۳٫۲۶٪ آرا در جایگاه دوم وارد دوره پنجم مجلس خبرگان رهبری شد.